# 4 (Beyoncé-album)
A 4 Beyoncé Knowles negyedik stúdióalbuma, melyet a Columbia Records adott ki, 2011. június 24-én. A lemez teljes anyaga három héttel annak megjelenése előtt kiszivárgott. A tizenkét dalt tartalmazó (a deluxe kiadás tizennyolcat tartalmaz) lemez az első olyan kiadvány, mely már nem Knowles apja, Matthew menedzselése alatt jelent meg. 2010-ben az énekesnő rövid szünetet tartott karrierjében új tapasztalatok és pihenése érdekében. Ez alatt az idő alatt elmondása szerint hétköznapi életet élt, ami fejlesztette kreativitását és számos új dalának inspirációjává vált. Knowles albumának inspirálói között nevezte meg Fela Kuti-t, az Earth, Wind & Fire nevű együttest és Lionel Richie-t. Ezek mellett nagy hatást gyakorolt rá a The Jackson 5, a New Edition, a Florence and the Machine, Adele és Prince zenéje.
A felvételek idején Knowles alkotói szabadságot engedett meg magának a dalok felvételében, hogy mind a dalok szövege, mind pedig zenéje megfelelően harmonizáljon egymással. A dalok az 1970-es évek R&B zenéjét, az 1990-es évek rock ’n’ roll zenéjét, illetve a hiphopzene elemeinek keverékei. Rengeteg fúvós hangszer jellemzi az albumot, ezek segítségével az énekesnő egy szélesebb zenei hangzást szeretett volna létrehozni, mely gyakran zenei bridzsekkel, vibrátókkal és élő hangszereléssel tarkított hangzást eredményez. Az énekesnő ezekkel az elemekkel megpróbálta visszahozni a zenei iparba a soul zenét, az élő és érzelmes zenét, amik szerinte eddig hiányoznak a mai zene iparból. Emellett azt is elárulta, hogy sokkal határozottabban és sokkal erősebben énekel ezen az albumán, csakúgy, mint az élő koncertjein.
A lemez túlnyomó része R&B és pop stílusú, a kritikusok azonban megjegyezték, hogy nagyrészt az 1970-es és a korai 1980-as évek R&B és soul hatásai érződnek rajta. A 4 központi témája a szívügyek, melyet balladákkal, közepes és gyorsabb dalokkal reprezentál. Emellett a foglalkozik a nőiességgel és a monogámiával is. Megjelenése után a 4 nagyrészt pozitív kritikai visszhangot kapott, a kritikusok pedig Knowles zenei fejlődését méltatták, korábbi albumaihoz képest. Azonban néhányan kritizálták a balladákat, illetve az album dalszerzőit. Az Amerikai Egyesült Államokban a korong első helyen debütált a Billboard 200-as listáján, és 310 000 példányban kelt el az első héten. Ezek mellett számos országban a toplisták élére került.
Az album első kislemeze a „Run The World (Girls)” lett, ami világszerte digitális letöltés formájában 2011. április 21-től elérhető. A kislemezt sietve adták, mivel április 18-án a dal kiszivárgott az albumról. 2011. június 1-jén megjelent a második kislemez, mely a „Best Thing I Never Had” volt. A „Countdown” harmadik kislemez volt, ami megjelent mind világszerte, mind pedig az USA-ban, 2011. október 4-én. Október 24-én Amerikában egy újabb kislemez jelent meg, amely a „Party” című dal volt. Az ötödik kislemez, a „Love On Top”, mely 2011. december 4-én jelenik meg.

## Háttér

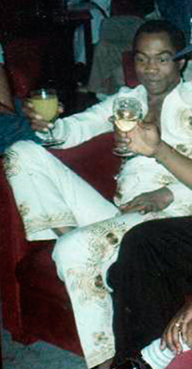
Az énekesnő számos előadót megjelölt inspirálóiként, például a képen látható Fela Kuti-t is.

Knowles egy interjú során, melyet a USA Today újságírónője, Elysa Gadnerrel készített vele, megemlítette, hogy valószínűnek tartja, hogy egy kisebb szünetet fog tartani a karrierjében, hogy ahogy ő fogalmazott „újra éljek és inspirálva legyek”. 2008 és 2010 között az I Am… Sasha Fierce éra alatt nagyon sűrű menetrend szerint dolgozott az énekesnő, a végső döntést végül édesanyja, Tina Knowles hatására hozta meg, aki azt tanácsolta neki, hogy tartson egy kis szünetet. Az énekesnő így nyilatkozott Jocelyn Vena-nak, az MTV News munkatársának: „A legutóbbi turném után, egy kicsit túlhajtottam magam és kissé ki voltam fulladva és édesanyám volt az aki odajött és azt mondta nekem […] Tényleg a saját életedet kell élned és ki kell nyitnod a szemed, ha nem akarsz egy nap emlékek nélkül felébredni.” Ez alatt az idő alatt Knowles elkezdett új albumán dolgozni, dalokat írni, és olyan dalokat készíteni, amit például alteregója Sasha Fierce inspirált, illetve már elkészült dalokból is válogatni kezdett az énekesnő. 2010 februárjában Knowles bejelentette, hogy „megölte” Fierce-t, „mert már felnőttem és azt hiszem, egybe tudom olvasztani a két személyiségemet”. Később Knowles úgy nyilatkozott, hogy létre szeretne hozni egy új műfajt, a saját műfaját, ezért több élőzenei kíséretet használt a felvételeken. Egy későbbi interjúban így magyarázta: „Nem azt mondom, hogy új zenei műfajt találtam fel, hanem több olyan műfajt keverek, amit szeretek, és amelyek inspirálnak, nem helyezem magam csak egy bizonyos műfaj korlátai közé. Ez nem R&B, nem pop, de nem is rock, hanem, minden, amit szeretek egybe gyúrtam.” Az énekesnő számos művészt megnevezett, akiknek a zenéje nagy hatást gyakorolt rá a munka során. Ilyen volt: Fela Kuti, The Stylistics, Lauryn Hill, Stevie Wonder, és Michael Jackson.

## Számlista
A hivatalos tracklistán óráról-órára közölték az énekesnő Facebook rajongói oldalán 2011. május 25-én. A deluxe változatot a Sony Music Germany adta ki 2011. június 4-én. A Japán kiadáson található 1 bónusz szám is amit a Sony Music Japan jelentett be június 5-én.
| 1.                     | 1+1                     | 4:35 |
| 2.                     | I Care                  | 4:00 |
| 3.                     | I Miss You              | 2:59 |
| 4.                     | Best Thing I Never Had  | 4:13 |
| 5.                     | Party (feat André 3000) | 4:06 |
| 6.                     | Rather Die Young        | 3:43 |
| 7.                     | Start Over              | 3:19 |
| 8.                     | Love on Top             | 4:28 |
| 9.                     | Countdown               | 3:34 |
| 10.                    | End of Time             | 3:44 |
| 11.                    | I Was Here              | 4:00 |
| 12.                    | Run the World (Girls)   | 3:55 |
| Teljes játékidő: 45:35 |                         |      |

Japán kiadás (bónusz szám)
| #   | Cím      | Hossz |
| --- | -------- | ----- |
| 13. | Dreaming |       |

Deluxe verzió bónusz trackjei
| #   | Cím                                             | Hossz |
| --- | ----------------------------------------------- | ----- |
| 13. | Lay Up Under Me                                 | 4:13  |
| 14. | Schoolin' Life                                  | 4:52  |
| 15. | Dance for You                                   | 6:15  |
| 16. | Run the World (Girls) (Kaskade Club Remix)      | 5:03  |
| 17. | Run the World (Girls) (Red Top Club Remix)      | 6:03  |
| 18. | Run the World (Girls) (Jochen Simms Club Remix) | 6:16  |

## Érdekességek
- Az albumot több mint egy éven át 2010 tavasza és 2011 tavasza között rögzítették.
- Az album címe nem csak az énekesnő negyedik szóló lemezére és születésnapjára utal, de egy személyes ajándék is rajongóinak. Ugyanis a rajongók több mint egy éve, hogy világszerte arra kérték Beyoncé-t közösségi oldalaikon, hogy az új albumot a saját különleges száma után nevezze el.

## Kiadások világszerte
| Ország             | Kiadás dátum     | Formátum               | Kiadó                            |
| ------------------ | ---------------- | ---------------------- | -------------------------------- |
| Ausztrália         | 2011. június 24. | CD, digitális letöltés | Sony Music Entertainment         |
| Ausztria           | 2011. június 24. | CD, digitális letöltés | Sony Music Entertainment         |
| Belgium            | 2011. június 24. | CD, digitális letöltés | Sony Music Entertainment         |
| Németország        | 2011. június 24. | CD, digitális letöltés | Sony Music Entertainment         |
| Írország           | 2011. június 24. | CD, digitális letöltés | Sony Music Entertainment         |
| Hollandia          | 2011. június 24. | CD, digitális letöltés | Sony Music Entertainment         |
| Svájc              | 2011. június 24. | CD, digitális letöltés | Sony Music Entertainment         |
| Franciaország      | 2011. június 27. | CD, digitális letöltés | Sony Music Entertainment         |
| Új-Zéland          | 2011. június 27. | CD, digitális letöltés | Sony Music Entertainment         |
| Egyesült Királyság | 2011. június 27. | CD, digitális letöltés | RCA Records                      |
| Argentína          | 2011. június 28. | CD, digitális letöltés | Sony Music Entertainment         |
| Brazília           | 2011. június 28. | CD, digitális letöltés | Sony Music Entertainment         |
| Kanada             | 2011. június 28. | CD, digitális letöltés | Columbia Records                 |
| Spanyolország      | 2011. június 28. | CD, digitális letöltés | Sony Music Entertainment         |
| Egyesült Államok   | 2011. június 28. | CD, digitális letöltés | Columbia Records                 |
| Dánia              | 2011. június 29. | CD, digitális letöltés | Sony Music Entertainment         |
| Japán              | 2011. június 29. | CD, digitális letöltés | Sony Music Entertainment (Japán) |